# 大内水軍
大内水軍（おおうちすいぐん）は、日本の漫画家で、阿部 雅治（あべ まさはる）と西原 大太郎（にしはら だいたろう）の共同筆名。

## 経歴
生活のために中央書店コミコミスタジオに24年間就職していた阿部雅治が、「本格的に漫画を描きたい」という思いで1998年10月に退職、創作活動に専念する。そして阿部は19年間の中国新聞情報文化センターの漫画教室の講師を経て、教室の生徒であった西原大太郎と大内水軍を結成。
その後は1999年3月に『地球代表4番打者』で月刊少年ジャンプ第54回少年漫画大賞佳作入選、2000年6月に『風の蹴り丸』で第46回小学館新人コミック大賞佳作入選、2000年9月に『ガイフラッグ』で白泉社ヤングアニマルコミック大賞佳作入選と3つの賞を受賞し、同年『別冊コロコロコミック』（小学館）9月号に掲載された『熱き柔道魂イッポン!柔郎太』でメジャーデビューを果たす。
その後も『月刊コロコロコミック』（小学館）、『別冊コロコロコミック』で児童漫画を発表し、2000年『月刊コロコロコミック』11月号から連載された『マッスルキング』で読者人気アンケートで5位を獲得、2001年3月『別冊コロコロコミック』に連載された『筋肉番付外伝 怪傑!金剛くん』第1回で読者人気アンケートで1位を獲得するなど、デビュー早々から人気を得た。また、漫画家としての活動の他にも、長沼靖子・沖西慶子のデュオ『ガルボ』のコンサートではたびたびゲスト出演し、トークをするなどの活動を行うほか、ポスター・フライヤーのデザインもしている。
関釜フェリー「はまゆう」のプラモデルBOX-ARTを手がける。

## プロフィール
- 阿部 雅治（あべ まさはる 1954年4月12日- 広島県広島市南区出身、O型）

中学3年生の時に同級生の影響で漫画家を志し、高校では漫画研究会を作ったり、大学で雑誌への投稿を行うなどの活動をしていた。
また個人で那須正幹の「こちら妖怪クラブ
」作品の挿絵を描いていたこともあった。
- 日刊工業新聞社刊「ふるさとの会社」を書き下ろし。

- 中国新聞夕刊に「ふしぎな教室」「風の蹴り丸」「ドリームクエスト」連載(終了)

- 現在、広島そごう新館・クレド10階、中国新聞情報文化センター 1015教室にて、「まんがを描こう」講座を継続中。37年目に至る。

- 西原 大太郎（にしはら だいたろう、1971年6月18日- 広島県広島市出身、B型）

広島県瀬戸内高等学校卒。個人での執筆に『「心を育てる」感動コミック』シリーズがある。

## 作品リスト

### 大内水軍
- 風の蹴り丸（中国新聞、中国新聞社）※後に他誌にも掲載される
- 景品ハンターゲット ※未発表作
- ファイトじゃケン!! ※未発表作
- 地球代表4番打者
- 時事怪説
- ガイフラッグ
- ボンソワール伯爵 ※未発表作
- リアルヒーロー ※未発表作
- HEART・BREAKER ※未発表作
- ドリームクエスト（中国新聞、中国新聞社）
- 熱き柔道魂イッポン!柔郎太（別冊コロコロコミック、小学館）
- マッスルキング（月刊コロコロコミック、小学館）
- 筋肉番付外伝 怪傑!金剛くん（別冊コロコロコミック、小学館、全3巻）
- 獣撃!ビーストシューター流星（別冊コロコロコミック、小学館）
- ポケットモンスター・ルビー・サファイア（月刊コロコロコミック付録、小学館）
- ポケモンコロシアム スナッチャー・レオ（小学二年生、月刊コロコロコミック小学館）
- プロジェクトBOO（別冊コロコロコミック、小学館）
- 七夜の願い星 ジラーチ（月刊コロコロコミック、小学館、全1巻）

### 阿部雅治単独
- こちら妖怪クラブ（作：那須正幹、偕成社）
- 妖怪クラブ魔女にご用心（作：那須正幹、偕成社）

### 西原大太郎単独
- 一人ひとりに未来を創る力がある テラ・ルネッサンスI（作：田原実、インフィニティ）
- テラ・ルネッサンスII 〜鬼丸昌也さんの挑戦〜（作：田原実、インフィニティ）
- 植松電機I 「夢に向かって」植松努物語（作：田原実、インフィニティ）